# Le Puy-Saint-Bonnet
Pour les articles homonymes, voir Saint-Bonnet.
Le Puy-Saint-Bonnet est une commune associée à Cholet, située dans le département de Maine-et-Loire (49) et la région Pays de la Loire.

## Géographie
Village angevin des Mauges, Le Puy-Saint-Bonnet est situé à l'extrême sud-ouest du département de Maine-et-Loire, à 7 km au sud de Cholet.

## Histoire
Le Puy-Saint-Bonnet, qui appartenait jusqu'alors au département des Deux-Sèvres dans la région Poitou-Charentes, s'associe le 1er septembre 1973 avec sa voisine Cholet, après délibérations des conseils municipaux des deux communes et par arrêté du préfet de Maine-et-Loire,. Les limites des départements et régions sont donc modifiées à cette occasion. Le Puy-Saint-Bonnet adopte le statut de commune associée, et conserve pour elle-même son ancien code Insee issu des Deux-Sèvres.

## Politique et administration

### Administration actuelle
Depuis le 1er septembre 1973, Le Puy-Saint-Bonnet constitue une commune associée au sein de celle de Cholet, avec mairie annexe et maire délégué.
| Période                                  | Période  | Identité           | Étiquette | Qualité                               |
| ---------------------------------------- | -------- | ------------------ | --------- | ------------------------------------- |
| 1973                                     | 1995     | Georges Tignon     |           | Cadre commercial                      |
| 1995                                     | 2014     | Michel Maudet      |           | Mécanicien                            |
| 2014                                     | 2021     | Florence Jauneault | DVD       | Conseillère départementale suppléante |
| 24 septembre 2021                        | En cours | Laurent Jutard     |           | Cadre financier                       |
| Les données manquantes sont à compléter. |          |                    |           |                                       |

### Administration ancienne
| Période                                  | Période | Identité                         | Étiquette | Qualité              |
| ---------------------------------------- | ------- | -------------------------------- | --------- | -------------------- |
| 1793                                     |         | Humeau                           |           |                      |
| 1800                                     | 1804    | Benjamin Bossard                 |           | métayer              |
| 1804                                     | 1816    | Pierre Ayrault                   |           | métayer              |
| 1816                                     | 1821    | François René Papin              |           | métayer              |
| 1821                                     | 1838    | Georges Ouvrard                  |           | métayer              |
| 1838                                     | 1846    | Jean Dabreteau                   |           | fabricant            |
| 1846                                     | 1848    | Paul de Cumont                   |           | noble                |
| 1848                                     | 1871    | Jean Drouet                      |           | cultivateur          |
| 1871                                     | 1894    | Augustin Pierre Durand père      |           | blanchisseur         |
| 1894                                     | 1920    | Marie Joseph Auguste Durand fils |           | blanchisseur         |
| 1920                                     | 1929    | Joseph Bossard                   |           | marchand de Bestiaux |
| 1929                                     | 1935    | Louis Pineau                     |           | cultivateur          |
| 1935                                     | 1944    | Joseph Bossard                   |           | marchand de Bestiaux |
| 1944                                     | 1952    | Louis Gaboriau                   |           | cultivateur          |
| 1952                                     | 1955    | Clément Léger                    |           | blanchisseur         |
| 1955                                     | 1962    | Joseph Charrier                  |           | cultivateur          |
| 1962                                     | 1973    | Georges Tignon                   |           | cadre commercial     |
| Les données manquantes sont à compléter. |         |                                  |           |                      |

## Population et société

### Démographie
L'évolution du nombre d'habitants depuis 1836 est connue à travers les recensements de la population effectués au Puy-Saint-Bonnet depuis cette date. Les listes sont consultables en ligne sur le site des Archives des Deux-Sèvres
| 1836 | 1866 | 1872 | 1876 | 1881 | 1886 | 1891 | 1896 | 1901 |
| ---- | ---- | ---- | ---- | ---- | ---- | ---- | ---- | ---- |
| 627  | 736  | 735  | 771  | 758  | 778  | 793  | 762  | 778  |

| 1906 | 1996  | - | - | - | - | - | - | - |
| ---- | ----- | - | - | - | - | - | - | - |
| 738  | 1 760 | - | - | - | - | - | - | - |

## Lieux et monuments
- La chapelle Notre-Dame de Bon Secours, 9 rue Notre-Dame, construite en 1865 (désacralisée) ;
- L'église Saint-Emmeran, rue Nationale, construite entre 1857 et 1858[10] sur les plans d'Alfred Tessier, architecte ;
- La chapelle Notre-Dame du Chêne-Rond, construite en 1862 sous l'impulsion du curé Ménard, en bordure de la route départementale D157 entre Le Puy-Saint-Bonnet et La Tessoualle ;
- Le jardin de la mairie du Puy-Saint-Bonnet[11].

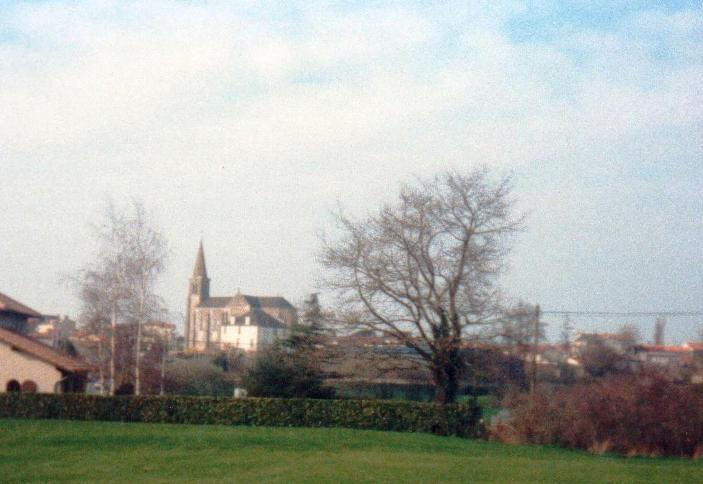
Vue du bourg en 1988.
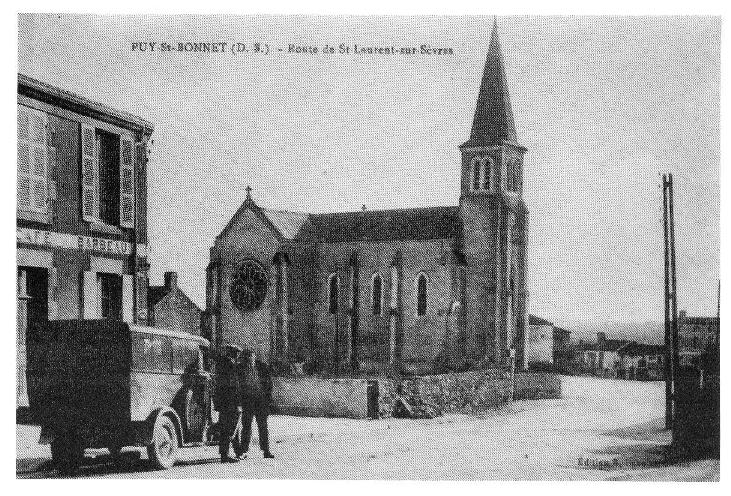
Carte postale ancienne.